# سكين، سلك شائك، سريبرينيتشا
سكين، سلك شائك، سريبرينيتشا هو شعار كراهية صربي شوفيني يمجد مذبحة سريبرينيتشا ضد البوسنيين خلال حرب البوسنة والهرسك. إنها تتناغم باللغة الصربية الكرواتية. يمكن سماعها في مباريات كرة القدم من قبل أعضاء الجماعات القومية الصربية وأبرزهم الأوبراز وحركة 1389 والحزب الراديكالي الصربي وفي الصحف الداعمة للجنرال الصربي البوسني راتكو ملاديتش.
من حين لآخر يضاف إلى الشعار (سيتكرر الأمر!) وذلك بالاحتفال بعمليات القتل والتهديد بمذبحة في المستقبل.

## الخلفية
قُتل أكثر من 8000 رجل وصبي تحت الحماية العسكرية للأمم المتحدة بالقرب من سريبنيتشا في عام 1995 على يد جيش جمهورية صرب البوسنة. أنكر العديد من الصرب مذبحة سريبنيتشا بمن فيهم ميلوراد دوديك العضو الصربي في مجلس رئاسة البوسنة والهرسك.

## الحوادث
احتفالا بالذكرى السنوية العاشرة للمذبحة عام 2005 تم وضع 28 لوحة إعلانية حول بلغراد. قام جناة مجهولون بتخريب 24 من اللوحات الإعلانية وتم رش عبارة «سكين، سلك شائك، سريبرينيتشا» بالإضافة إلى مصطلحات أخرى. يشير جزء «الأسلاك الشائكة» من الترنيمة إلى حقيقة أن أيدي عدد من الضحايا المسلمين كانت مقيدة بالأسلاك قبل إعدامهم.
في 10 يوليو 2005 قام أعضاء في حركة 1389 اليمينية المتطرفة بتفريق اجتماع لـ «نساء بالأسود» من خلال ترديد الشعار وإلقاء قنابل الدخان.
في عام 2021 حظرت صربيا تاجر تجزئة للقمصان القطنية من بيع قمصان عليها شعار «سكين، سلك شائك».

### الاستخدام في الألعاب الرياضية
في عام 2002 في إحدى مباريات كرة القدم في سراييفو رفع مشجعو فريق في بانيا لوكا لافتة عليها الشعار. في فبراير 2012 قام عدد قليل من محبي ماريبور بترديدها في مباراة لكرة اليد بين فريقي ماريبور السلوفيني وجراداتشاتس البوسني. في 11 مارس 2014 تم إنهاء مباراة ودية بين فريقي الشباب من البوسنة والهرسك وصربيا على ملعب الدكتور ميلان يليتش في مودريكشا. وأوقف الحكم المباراة لبضع دقائق خلال الشوط الأول من المباراة بعد هتافات كريهة ضد البوسنيين من المتفرجين. كان المتفرجون يردون على طرد ميلان جاجيتش لاعب بيوغراد الصربي الذي اعتدى لفظيا على الحكم البوسني إلفيس مويوفيتش. صاح الحشد «اقتل الترك» و«الترك» هي إهانة عرقية يستخدمها الصرب للإشارة إلى البوشناق.
تم استخدام شعارات أخرى ذات صلة بجانب بالإضافة إلى "سكين، سلك شائك، سريبرينيتشا" في مباراة دولية بين صربيا والجبل الأسود والبوسنة والهرسك خلال تصفيات كأس العالم 2006 مثل "راتكو، شكرا لك) و"العقارب" المذكورة أعلاه و"البوسنة ستكون قلب صربيا" و"بيلينا مدينة صربية وليست بوسنية" حيث عبر الصرب من بييلينا (في جمهورية صرب البوسنة) على ما يبدو عن دعمهم لصربيا والجبل الأسود وليس البلد الذي كانوا مواطنين فيه.

#### استخدامه من قبل الآخرين
على الرغم من أنه شعار صربي بشكل أساسي فمن الشائع أيضا أن نرى كروات البوسنة والهرسك يرددون هتافات مناهضة للبوشناق. كما سمعت التعبيرات المعادية للبوشناق بين الكروات أبرزها شعار «سكين، سلك شائك، سريبرينيتشا» وذلك بسبب العداء بين الكروات والبوشناق. خلال كأس العالم 2018 بعد فوز كرواتيا على إنجلترا 2-1 تم رصد عدد من الكروات في الهرسك يحتفلون بالفوز مستشهدين بهذا الشعار.
في اليونان أثيرت القضية خلال تصفيات كأس العالم 2018 عندما رفع اليونانيون لافتة كتب عليها «سكين، سلك شائك، سريبرينيتشا». تعادلت اليونان 1–1 مع البوسنة والهرسك مما ضمن تأهل اليونان إلى المباراة الفاصلة. اعتذر الاتحاد الإغريقي لكرة القدم بعد ذلك.